# Mindre oahusumphöna
Mindre oahusumphöna (Zapornia ziegleri) är en förhistorisk utdöd fågel i familjen rallar inom ordningen tran- och rallfåglar.

## Förekomst och utdöende
Fågeln förekom i Hawaiiöarna på ön Oahu. Dess subfossila lämningar har med hjälp av kol-14-metoden daterats till mellan år 650 och 869. Liksom andra sumphöns tros den ha dött ut på grund av en kombination av jakt, habitatförstörelse och predation av den införda polynesiska råttan. 

## Utseende
Fågeln var en av de minsta sumphönsen i Hawaiiöarna, men storleken var dock varierande vilket skulle kunna tyda på stor könsdiformism. Den hade robusta ben och reducerade vingar, dock längre än dess förmodat närmaste släkting mindre mauisumphöna (Zapornia keplerorum).

## Systematik
Arten beskrevs i släktet Porzana, men DNA-studier visar dock att Gallirallus så som det traditionell är konstituerat är gravt parafyletiskt. De flesta auktoriteter delar därför idag upp ’'Porzana i flera släkten. I andra upplagan av Extinct Birds av Julian Hume förs mindre oahusumphönan till Zapornia, och denna linje följs här.